# Anni verdi (romanzo)
Anni verdi (titolo originale The Green Years) è un romanzo del 1944 di Archibald Joseph Cronin. 
Appartenente al genere di formazione, narra la storia di un ragazzo orfano, afflitto dalla povertà, che si trasferisce nella Scozia centrale dove cresce nella casa dei nonni, trovando come unico conforto e confidente il suo bisnonno.
Dal romanzo è stato tratto un film omonimo nel 1946.

## Significati del titolo
Il titolo ha diverse connotazioni. 
Una legata alla storia della crescita di un ragazzo affascinato dal mondo naturale, un'altra legata alla storia di questo stesso ragazzo che sta crescendo in Scozia, ma che è nato nella verde terra d'Irlanda, e infine al fatto che nella storia si racconta che questo ragazzo è costretto ad indossare per molto tempo una divisa verde confezionata appositamente per lui da sua nonna e a causa della quale viene impietosamente preso in giro.

## Struttura del racconto
Il racconto si compone di tre parti o "libri", che corrispondono a tre diverse fasi di età. 
1. Il primo libro descrive l'arrivo del protagonista in Scozia, da bambino, dopo la morte dei suoi genitori in Irlanda, e del legame che sviluppa col bisnonno.
2. Il secondo si concentra sull'adolescenza del personaggio, e si conclude con alcuni tragici avvenimenti: la morte del suo migliore amico e il fallimento nel tentativo di ottenere una borsa di studio in medicina, a causa della malattia di cui soffre.
3. Il terzo inizia con il protagonista molto amareggiato che, alle soglie della giovinezza e dell'età adulta, entra nel mondo del lavoro senza speranza nel futuro. La dolorosa morte finale dell'amato bisnonno gli procura comunque un'eredità che gli permetterà dopotutto di perseguire i suoi sogni.

## Edizioni italiane
- Archibald Joseph Cronin, Anni Verdi, traduzione di Spina Vismara, Milano, Bompiani, 1947-2022, ISBN 978-88-301-0590-4.